# Rumex scutatus
Espèce
Statut de conservation UICN

 LC  : Préoccupation mineure
Rumex scutatus, l'Oseille ronde ou Oseille en écusson, est une plante herbacée vivace de la famille des Polygonacées.

## Liste des sous-espèces
Selon Tropicos (29 septembre 2016) (Attention liste brute contenant possiblement des synonymes) :
- Rumex scutatus subsp. gallaecicus Lago
- Rumex scutatus subsp. glaucus (Jacq.) Gaud. ex Wulf
- Rumex scutatus subsp. hastifolius (M. Bieb.) Borodina
- Rumex scutatus subsp. induratus (Boiss. & Reut.) Nyman